# G-상수
g-상수(혹은 g 인자, g-factor, Landé g-factor)는 자기 모멘트와 자기회전비율의 특성을 나타내는 무차원량 상수이다. g-상수는 일반적으로 입자의 자기 모멘트와 단위 자기 모멘트(보어 마그네톤 등)의 비례 상수이다.

## 정의

### 디락 입자
스핀이 1/2인 기본입자의 자기 모멘트는 다음과 같다.
{\displaystyle {\boldsymbol {\mu }}=-g{e \over 2m}{\boldsymbol {S}},}
여기서 μ는 스핀 자기 모멘트, g는 g-상수, e는 기본 전하(전자의 전하), m은 입자의 질량, S는 입자의 스핀 각운동량이다.

### 바리온 혹은 핵
양성자, 중성자 혹은 바리온들은 그들의 스핀에 의해 발생하는 자기 모멘트를 갖고 있다.(혹은 둘다 0일 수 있다) g-상수는 핵 마그네톤을 이용해 정의하며, 다음과 같다.
{\displaystyle {\boldsymbol {\mu }}=g{e \over 2m_{p}}{\boldsymbol {I}}=g{\frac {\mu _{N}}{\hbar }}{\boldsymbol {I}}}
여기서 {\displaystyle \mu }는 원자핵 혹은 핵자가 스핀을 통해 발생시키는 자기 모멘트를 말한다. {\displaystyle {\boldsymbol {I}}}는 해당 입자의 스핀 각운동량을 말한다. {\displaystyle \mu _{N}}은 핵 마그네톤을 말하며, e는 기본전하량, {\displaystyle m_{p}}는 양성자의 정지질량을 말한다. 핵의 g-상수는 1에 가까운 값으로 아래 표에서와 같이 원자핵마다 고유한 값이 정해져 있다. 양성자의 경우 스핀 자기 모멘트의 g-상수는 2.79이며, 중성자의 경우 -1.93이다.

### 원자의 전자
원자의 경우 여러 전자를 가지고 있으며, 전자는 각각 스핀과 궤도운동을 가지고 하고 있다. 이 모든 것들이 총 자기 모멘트에 기여하기 때문에 원자 내부의 전자들의 자기 모멘트는 다음과 같이 적을 수 있다.
{\displaystyle {\boldsymbol {\mu }}=-g{e \over 2m}{\boldsymbol {J}},}
만약 전자가 궤도 운동만 한다면 g=1이며, 스핀 모멘트만 존재하는 경우 g=2이다. 궤도 운동과 스핀이 공존하는 복잡한 계의 경우 1과 2사이의 값을 갖는다.

## 측정값
현재까지 알려진 g-상수는 다음과 같다.
| Particle | Symbol | g-factor              | Uncertainty          |
| -------- | ------ | --------------------- | -------------------- |
| electron | ge     | −2.002 319 304 361 82 | 0.000 000 000 000 52 |
| muon     | gμ     | −2.002 331 841 8      | 0.000 000 001 3      |
| neutron  | gn     | −3.826 085 45         | 0.000 000 90         |
| proton   | gp     | +5.585 694 702        | 0.000 000 017        |

전자의 g-factor의 상대 표준 편차는 {\displaystyle 2.6\times {}10^{-13}}로 매우 정밀하게 측정되어 있다.

## 활용

### 수소원자에서 비정상 제이만 효과
외부 자기장이 존재할 경우 자기장에 의해 수소 원자의 에너지 준위가 영향을 받게 된다. 스핀-궤도 상호작용에 의해 n=2에서 n=1로 가는 가능한 전위는 다음과 같다.
{\displaystyle 2P_{1/2}\to 1S_{1/2}} and {\displaystyle 2P_{3/2}\to 1S_{1/2}.}
만약 외부 자기장이 존재한다면 이 준위들은 서로 갈라지게 된다. 자기장과 자기 모멘트간의 상호작용에 의한 위치 에너지는 다음과 같다.
{\displaystyle {\boldsymbol {U}}=-{\boldsymbol {\mu }}\cdot {}{\boldsymbol {B}},}
B의 방향을 z라 하면 {\displaystyle {\boldsymbol {\mu }}=m_{j}\hbar {}} 가 된다. 또한 각 에너지 준위에 따른 g-상수는 다음과 같다.
{\displaystyle g_{J}=2} for {\displaystyle 1S_{1/2}} (j=1/2, l=0)
{\displaystyle g_{J}=2/3} for {\displaystyle 2P_{1/2}} (j=1/2, l=1)
{\displaystyle g_{J}=4/3} for {\displaystyle 2P_{3/2}} (j=3/2, l=1).
에너지 준위 별로 서로 다른 g-상수 때문에 에너지 갈라짐 효과가 전위에 따라 다르게 나타나게 된다. 왼쪽 그림은 자기장이 없을 때 미세 구조에 의한 에너지 준위 갈라짐을 나타내며, 오른쪽 그림은 자기장이 있을 때 에너지 준위 갈라짐을 나타낸다. {\displaystyle 2P_{3/2}\to 1S_{1/2}.}의 경우 {\displaystyle m_{j}=3/2,~1/2,~-1/2~-3/2}로 4개의 값이 가능하기 때문에 에너지 준위가 4개로 갈라져있는 것을 볼 수 있으며, 또한 각 에너지 준위에서 g-상수가 다르기 때문에 갈라지는 정도도 다른 것을 볼 수 있다.

## 같이 보기
- 자기회전비율

## 참고 자료
- Feynman, Richard P., Robert B. Leighton, and Matthew Sands. The Feynman Lectures on Physics, Volume III.